# Soulanges
Soulanges település Franciaországban, Marne megyében. Lakosainak száma 457 fő (2022. január 1.). Soulanges Ablancourt, Aulnay-l’Aître, Couvrot, Drouilly, Loisy-sur-Marne, Pringy, Saint-Amand-sur-Fion, Saint-Lumier-en-Champagne és Songy községekkel határos.

## Népesség
A település népessége az elmúlt években az alábbi módon változott:
| Lakosok száma | 495  | 520  | 547  | 462  | 492  | 485  | 470  | 466  | 464  | 457  |
|               | 1968 | 1982 | 1990 | 2006 | 2013 | 2015 | 2017 | 2019 | 2020 | 2022 |